# Íncipit

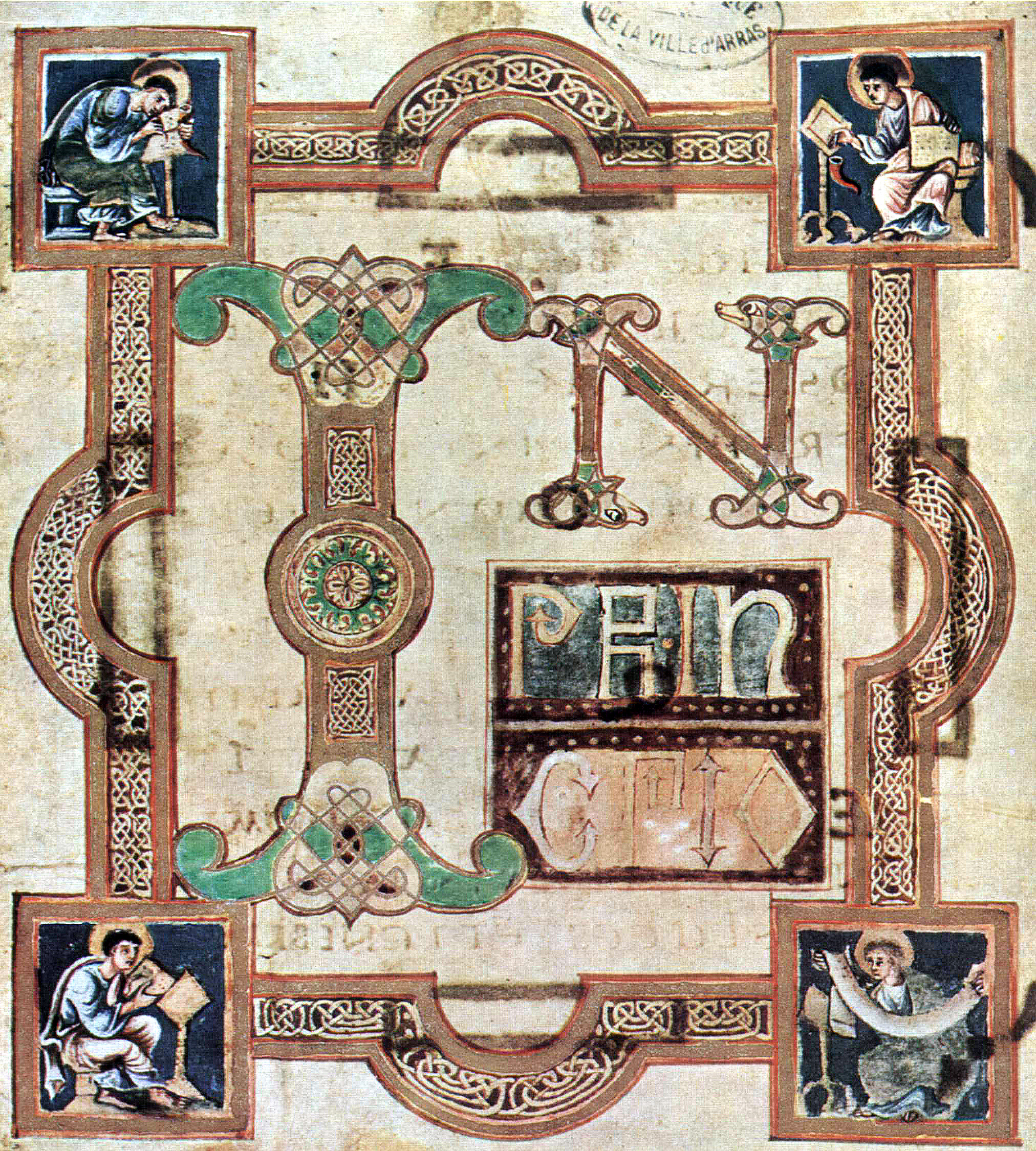
Íncipit al evangelio de Juan.
Escuela franco-sajona carolingia,
segunda mitad del.

Un íncipit (del latín incipit, ‘empieza’) es el conjunto de las primeras palabras de un texto o documento, pudiendo contener el nombre del autor o detalles sobre su producción. 
Siguiendo una tradición hebrea que se retoma en el cristianismo, el íncipit da su título al documento. La palabra opuesta complementaria a incipit es éxcipit.
En hebreo, los libros de la Biblia son designados por su íncipit. Por ejemplo, el primer libro se llama Bereshit, "en el comienzo", es decir, a partir de la primera palabra de la Biblia: "En el principio creó Dios el cielo y la tierra ..."
Su uso lo toma el cristianismo. Así el íncipit señala las primeras palabras de una oración griega o latina, cantada o no. A menudo, estas palabras son tomadas por título. Se designa así, por ejemplo, el Kyrie, el Agnus Dei, el Gloria (íncipit: Gloria in excelsis deo), el Magnificat, la Salve Regina, la Victimae paschali laudes y muchos otros textos de la liturgia católica.
Las bulas pontificales y encíclicas llevan también el nombre de sus primeras palabras en latín, por ejemplo, Pacem in Terris.
Los manuscritos también son designados por sus íncipit.

## En literatura
De manera general el íncipit designa el inicio de un texto literario, especialmente de una novela, pero también el inicio de un poema mítico o composición épica.

### Textos mesopotámicos
En los archivos de tablillas de arcilla de Sumeria, los catálogos de documentos se mantenían mediante catálogos especiales de tablillas que contenían los íncipits de una colección determinada de tablillas.
- Otro nombre para el poema de Atrahasis es el de Enuma ilu awīlum  (cuando los dioses todavía hacían de hombres).
- El conocido poema de la creación babilonia, lleva como título precisamente sus dos primeras palabras, Enûma Eliš, que significan "cuando en lo alto".

### Íncipit célebres

#### En español
El íncipit más famoso de la literatura en español es sin duda el de El Quijote: En un lugar de La Mancha, de cuyo nombre no quiero acordarme .... 
Igualmente memorables se suelen considerar los siguientes:
- De los sus ojos tan fuertemiente plorando ... (Cantar de mio Cid)
- Señor Dios, que a los judíos pueblo de perdiçión sacaste de cautivos del poder de Faraón ... (Libro de Buen Amor)
- Helo, helo, por do viene ... (s:Romance del infante vengador)
- Recuerde el alma dormida, avive el seso y despierte ... (Coplas por la muerte de su padre)
- Entrando Calisto en una huerta en pós de un falcón suyo, halló allí a Melibea ... (La Celestina)
- Estos, Fabio, ¡ay dolor!, que ves ahora campos de soledad, mustio collado ... (s:Canción a las ruinas de Itálica)
- Voto a Dios que me espanta esta grandeza ... (Soneto al Túmulo del Rey Felipe II en Sevilla)
- El aire se serena ... (Oda a Salinas)
- Un soneto me manda hacer Violante ... (s:Un soneto me manda hacer Violante)
- Faltar pudo su Patria al grande Osuna ... (Memoria inmortal de don Pedro Girón, duque de Osuna, muerto en la prisión)
- Hipogrifo violento, que corriste parejas con el viento ... (La vida es sueño)
- En consecuencia de mi resolución, vuelto a España por abril de 1803, me embarqué en Tarifa en una pequeña lancha ... (Viajes de Alí Bey)
- Oigo, patria, tu aflicción ... (Oda al 2 de mayo)
- Con diez cañones por banda, ... (La Canción del pirata)
- ¡Cuan gritan esos malditos! ... (Don Juan Tenorio)
- La heroica ciudad dormía la siesta ... (La Regenta)
- Padre y maestro mágico, liróforo celeste ... (Responso a Verlaine)
- Tuércele el cuello al cisne ... (Los senderos ocultos)
- Al aparecer Augusto a la puerta de su casa extendió el brazo derecho ... (Niebla)
- El ciego sol se estrella en las duras aristas de las armas, ... (Castilla)
- Mi infancia son recuerdos de un patio de Sevilla ... (Campos de Castilla)
- "Mi amor adorado, estoy muriéndome y sólo deseo verte" ... (Sonata de otoño)
- Y yo me iré. Y se quedarán los pájaros cantando ... (El viaje definitivo)
- Puedo escribir los versos más tristes esta noche ... (Poema n.º 20 de Veinte poemas de amor y una canción desesperada)
- -- Vuelve a leerme la carta del Buey Apis ... (Luces de bohemia)
- Enhiesto surtidor de sombra y sueño, que acongojas el cielo con tu lanza ... (El ciprés de Silos)
- Yo era eso que los sociólogos llaman un "pequeñoburgués liberal", ciudadano de una república democrática y parlamentaria ...  (A sangre y fuego)
- Madrid es una ciudad de más de un millón de cadáveres (según las últimas estadísticas) ...  (Hijos de la ira)
- Monárquico clarín de lluvia fina ... (Última tarde)
- Debo a la conjunción de un espejo y de una enciclopedia el descubrimiento de Uqbar ... (Tlon, Uqbar, Orbis Tertius)
- Yo, señor, no soy malo, aunque no me faltarían motivos para serlo ... (La familia de Pascual Duarte)
- Llegué a Barcelona a medianoche, en un tren distinto del que había anunciado, y no me esperaba nadie ... (Nada)
- La candente mañana de febrero en que Beatriz Viterbo murió, después de una imperiosa agonía ... (El Aleph)
- Describiré brevemente y por su orden estos ríos, empezando por Jarama ... (El Jarama)
- Sonaba el teléfono y he oído el timbre. He cogido el aparato. No me he enterado bien ... (Tiempo de silencio)
- En una de las casas más antiguas de la orilla derecha del río, primer piso, vivían los Alvear ... (Los cipreses creen en Dios)
- Ignoro si cuando llegue esta carta a tus manos, juntamente con el manuscrito que la acompaña, conocerás ya la infausta nueva ... (Bearn)
- A lo primero la ley no era como ahora ... (El mundo de Juan Lobón)
- Vine a Comala porque me dijeron que acá vivía mi padre, un tal Pedro Páramo ... (Pedro Páramo)
- Cuando despertó, el dinosaurio todavía estaba allí (El dinosaurio)
- Yo nací (perdonadme) en la edad de la pérgola y el tenis ... (Infancia y confesiones)
- A su manera este libro es muchos libros, pero sobre todo es dos libros ... (Rayuela)
- Después de cerrar la puerta, tras la última visita, Carmen recuesta levemente la nuca en la pared hasta notar el contacto frío de su superficie ... (Cinco horas con Mario)
- Cada día me cuesta más trabajo ponerme las medias. Si tuviera ocasión y pudiera ir a Madrid, me compraría un abriguito de entretiempo ... (La vida perra de Juanita Narboni)
- Muchos años después, frente al pelotón de fusilamiento, el coronel Aureliano Buendía había de recordar aquella tarde remota en que su padre lo llevó a conocer el hielo ... (Cien años de soledad).
- Desde la puerta de La Crónica Santiago mira la avenida Tacna, sin amor: automóviles, edificios desiguales y descoloridos, esqueletos de avisos luminosos flotando en la neblina, el mediodía gris. ¿En qué momento se había jodido el Perú? ... (Conversación en La Catedral)
- Hasta hace no mucho he soñado con frecuencia que tenía que volver al ejército ... (Ardor guerrero)

#### En catalán
- Tinc una oda començada que no puc acabar mai: ... (L'oda infinita)
- Com que hi ha tanta grip, han hagut de clausurar la Universitat ... (El quadern gris)
- Som en el mes de les rauxes del temps, que giravolta i canvia ... (La península inacabada)
- La Julieta va venir expressament a la pastisseria  ... (La plaça del Diamant)
- En tan alt grau exceŀleix lo militar stament ... (Tirant lo blanc)

#### En gallego
- Cando penso que te fuches, Negra sombra que m'asombras, ... (Negra sombra)
- En Compostela pode un home escoller óboe e docísimo cor ao contrapaso, ... (Con pólvora e magnolias)

#### En francés
- C'est icy un livre de bonne foy, lecteur ... (Essais)
- Nous étions à l'Etude, quand le Proviseur entra suivi d'un nouveau habillé en bourgeois et d'un garçon de classe qui portait un grand pupitre. (Madame Bovary)
- L’année 1866 fut marquée par un événement bizarre, un phénomène inexpliqué et inexplicable que personne n’a sans doute oublié. (Vingt mille lieues sous les mers)
- Ce toit tranquille, où marchent des colombes, (Le Cimetière marin)
- Longtemps, je me suis couché de bonne heure (À la recherche du temps perdu)
- Les collines, sous l’avion, creusaient déjà leur sillage d’ombre (Vol de nuit)
- Aujourd'hui, maman est morte. Ou peut-être hier, je ne sais pas. (L'Etranger)
- Je ferme les yeux pour vivre. Pour tuer aussi. En cela je suis le plus fort, car il ne ferme les yeux que pour dormir (Dieu est né en exil)
- Mr Haneda était le supérieur de Mr Omochi, qui était le supérieur de Melle Mori, qui était ma supérieure. Et moi je n'étais la supérieure de personne (Stupeur et tremblements)

#### En inglés
- When shall we three meet again? In thunder, lightning, or in rain? (Macbeth)
- Call me Ishmael (Moby-Dick)
- By the old Moulmein Pagoda, lookin' eastward to the sea ...  (Mandalay)
- The towers of Zenith aspired above the morning mist; austere towers of steel and cement and limestone, sturdy as cliffs and delicate as silver rods. (Babbitt)
- Stately, plump Buck Mulligan came from the stairhead, bearing a bowl of lather on which a mirror and razor lay crossed. (Ulysses)
- I, Tiberius Claudius Drusus Nero Germanicus This-that-and-the-other ... (I, Claudius)
- Lolita, light of my life, fire of my loins. My sin, my soul. (Lolita)
- He was an old man who fished alone in a skiff in the Gulf Stream and he had gone eighty-four days now without taking a fish (The old man and the sea)
- - Willy! - It’s all right. I came back. - Why? What happened? Did something happen, Willy? (Death of a salesman)
- The town of Holcomb is in the high plains of western Kansas, a lonely territory that the rest of Kansas people call 'there' ... (In cold blood)
- If you really want to hear about it, ... (The catcher in the rye)
- A green hunting cap squeezed the top of the fleshy balloon of a head. (A Confederacy of Dunces)
- Of course, if this had been any other country The Scheme would still be going today. (The Scheme for Full Employment)

#### En italiano
- "Nunc et in hora mortis nostrae. Amen".  La recita quotidiana del Rosario era finita. (Il Gattopardo)
- Nominato ufficiale, Giovanni Drogo partì una mattina di settembre dalla città per raggiungere la Fortezza Bastiani (Il deserto dei Tartari)

#### En portugués
- As armas e os Barões assinalados / Que da Ocidental praia Lusitana / Por mares nunca de antes navegados / Passaram ainda além da Taprobana ... (Os Lusíadas)
- Tinham dado onze horas no cuco da sala de jantar ... (O primo Basilio)
- No dia seguinte ninguém morreu ... (As Intermitências da Morte)

#### En alemán
- Salas y Gomez raget aus den Fluten / Des stillen Meers, ein Felsen kahl und bloß ... (Salas y Gómez)

#### En griego
- -Ti perimέnoyme stīn agorά synathroismέnoi ... (Perimέnontaς toyς varvάroyς)

### En sociocrítica
En la sociocrítica literaria, el íncipit es considerado como el espacio textual en el que se da el montaje de la narración y la programación ideológica del texto. Claude Duchet ha señalado que el íncipit es un lugar estratégico de condensación de sentido, pues es al inicio del texto donde se organizan una serie de códigos cuyo fin último es orientar la lectura.
El arranque se constituye a partir de las tensiones que se establecen entre lo ya dicho y lo potencialmente decible. Es decir, el íncipit preanuncia toda la novela y, por eso, contiene los materiales que deciden el espacio, la lectura y el trayecto del texto.
Para Duchet, al íncipit lo condicionan los siguientes aspectos:
- Una relación narrativa, temática y semántica con el texto.
- Una serie de mecanismos que estructuran la "puesta en escena". Esta retórica de apertura, como se le ha llamado, busca responder a las preguntas básicas del relato: quién, dónde, cuándo.
- Una relación con el título.

En palabras de María Amoretti, "el íncipit, entonces, lanza las huellas de un trabajo textual productor de ideología y, al ser la iniciativa de la palabra, fija sus presuposiciones y jurisdicción".

## En música
Los íncipits en música se imprimen en notación musical estándar. Suelen incluir los primeros compases de una obra, a menudo con el material musical más destacado escrito en un solo pentagrama (los ejemplos de la derecha muestran las variantes de pentagrama único y de pentagrama completo). Los íncipits son especialmente útiles en música porque pueden evocar en el lector el recuerdo musical de la obra cuando un título impreso no lo haría. Aparecen tanto en los catálogos de música como en los índices de los volúmenes que incluyen varias obras.
Por otra parte, en el ámbito de la música coral las piezas sacras o profanas anteriores al siglo XX solían adoptar como título el texto del íncipit. Por ejemplo, el propio de la misa católica y las transcripciones latinas de los salmos bíblicos utilizados como oraciones durante los oficios se titulan siempre con la primera palabra o palabras del texto. Los himnos protestantes de los siglos XVIII y XIX también se titulan tradicionalmente con un íncipit. Un gran número de obras polifónicas de inspiración religiosa se inician con un íncipit gregoriano. Frecuentemente no está escrito por el compositor, como entonación, sino por un cantante solista. Esta breve forma melódica vincula la partición a una liturgia conocida de antemano.